# 內華達州學院和大學列表
以下是內華達州目前运营的公立和私立高等教育机构列表。

## 公立
- 内华达高等教育系统
  - 内华达大学雷诺分校（University of Nevada, Reno）
  - 内华达南方学院
  - 大平原学院
  - 内华达州立学院（位于亨德森）
  - 西内华达学院
  - 内华达大学拉斯维加斯分校（University of Nevada, Las Vegas）
  - 内华达沙漠科研学院

## 私立
- 國立大學(內華達州)